# Avernakø Sogn
Avernakø Sogn ist eine
mit der gleichnamigen, südlich von Fyn (dt.: Fünen) gelegenen Insel Avernakø  identische Kirchspielsgemeinde (dän.: Sogn) im südlichen Dänemark.
Bis 1970 gehörte sie zur Harde Sallinge Herred im damaligen Svendborg Amt, danach zur Faaborg Kommune im
Fyns Amt, die im Zuge der  Kommunalreform zum 1. Januar 2007 in der
Faaborg-Midtfyn Kommune in der Region Syddanmark aufgegangen ist.

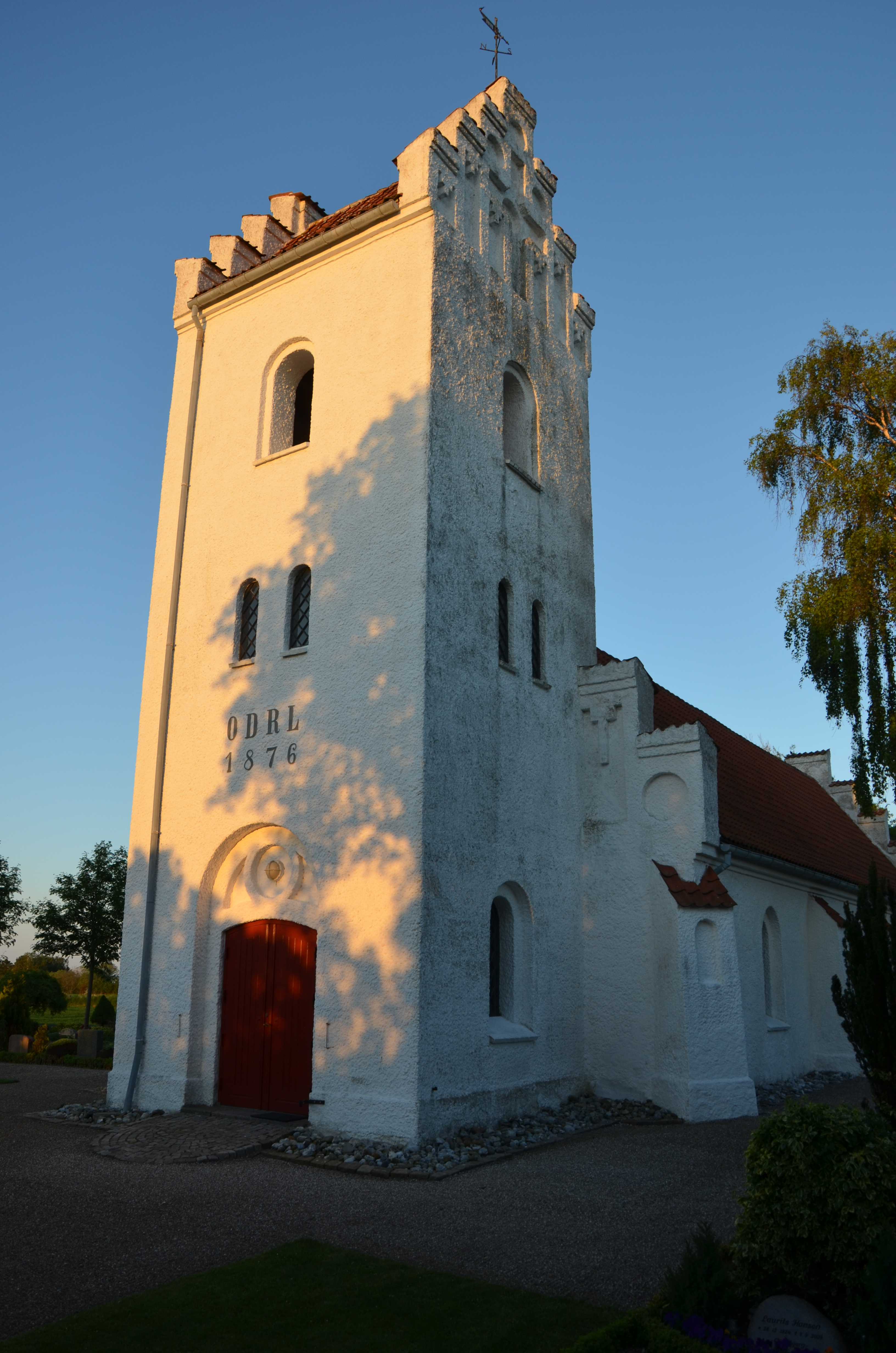
Avernakø Kirke

Die Insel und damit das Kirchspiel hat 112 Einwohner (Stand: 1. Januar 2023).
Zentrum des Gemeindelebens ist die Kirche „Avernakø Kirke“.